# Willacoochee
Willacoochee – miasto w Stanach Zjednoczonych, w stanie Georgia, w hrabstwie Atkinson.